# Mastiek maken
Mastiek maken of doen is in de Nederlandse en Vlaamse horeca het treffen van "voorbereidende werkzaamheden". Hiermee werd bedoeld dat werkplekken, de (gasten)ruimten en bedrijfsbezittingen worden opgeruimd of weer gereedgemaakt voor nieuw gebruik en de ontvangst van gasten. Binnen de Nederlandse horeca wordt de term niet vaak meer gebruikt, binnen de Vlaamse horecabranche wel.
De term mastiek wordt wel verward met mise-en-place (het klaarzetten, snijden e.d. van ingredienten van de maaltijd) en het onderscheid is niet scherp.

## Algemeen
In horecabedrijven worden de rustige uren door het personeel gebruikt om de ontvangstruimten, keuken en andere dienstruimten op orde te brengen, materialen te onderhouden en schoon te maken (ramen zemen, stofzuigen). Tijdens de ontvangst van gasten is het hiervoor meestal te druk en ook hoort de aandacht gericht te zijn op een goede ontvangst en dienstverlening. In de keuken behoren werkzaamheden als opruimen, schoonmaken, het verrichten van werkzaamheden in het kader van de hygiënecode, het maken van bestellingen of het uitpakken van een levering tot het mastiek maken.
De werkzaamheden verschillen al naargelang het soort bedrijf. Mastiekwerkzaamheden leiden tot het zo nuttig mogelijk inzetten van het beschikbare personeel en vergemakkelijken de bedrijfsvoering en het verzorgen van een goede dienstverlening. Door het grote belang ervan hanteert men in de meeste horecabedrijven een checklist.

## Voorafgaand aan het bezoek
Mastiekwerkzaamheden die voorafgaand aan het bezoek van klanten kunnen plaatsvinden zijn onder andere:
- het op orde brengen van de ontvangstruimten (opruimen, netjes maken, afstoffen, stofzuigen, ramen lappen);
- het wassen en strijken van tafelkleden;
- tafels dekken;
- het poetsen van bestek en ander zilver;
- het reinigen en bijvullen van menage/specerijenstellen;
- het aanvullen en reinigen van glaswerk;
- het maken van de bestellingen teneinde de voorraad op peil te houden;
- het uitpakken van een levering;
- het verhelpen van defecten aan interieur of geluidsapparatuur.

## Na afloop van het bezoek
Na het sluiten van een horecabedrijf betreffen de mastiekwerkzaamheden vaak:
- het afhalen en wassen van het gebruikte tafellinnen;
- afwassen en spoelen van vaatwerk;
- het invullen van bestellijsten, zoals voor het bijvullen van de menage(kruiden, peper en zoutstellen) op de tafels en het aanvullen van wijnen, bar/buffet;
- het weghalen van de gebruikte tafeldecoratie, zoals bloemen en tafelstukken.